# NGC 7170
NGC 7170 је елиптична галаксија у сазвежђу Водолија која се налази на NGC листи објеката дубоког неба.
Деклинација објекта је - 5° 25' 56" а ректасцензија 22h 1m 26,3s. Привидна величина (магнитуда) објекта NGC 7170 износи 13,5 а фотографска магнитуда 14,5.